# Administration territoriale de l'Islande
 (octobre 2016).
Si vous disposez d'ouvrages ou d'articles de référence ou si vous connaissez des sites web de qualité traitant du thème abordé ici, merci de compléter l'article en donnant les références utiles à sa vérifiabilité et en les liant à la section « Notes et références ».
L'administration territoriale de l'Islande est basée sur les régions, les comtés et les municipalités, ainsi qu'un découpage électoral, les circonscriptions.

## Régions

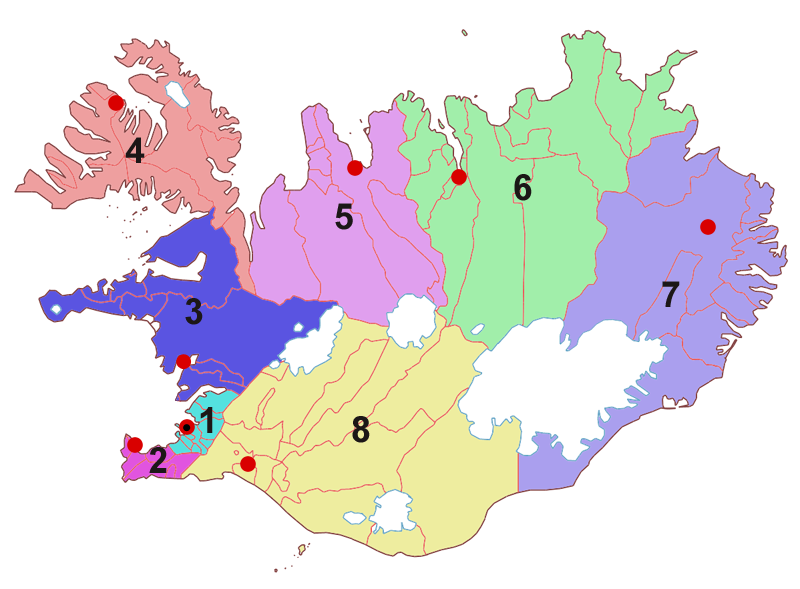
Les Régions de l'Islande

L'Islande est divisée en huit régions, utilisées principalement dans une optique statistique.
1. Höfuðborgarsvæðið (Zone métropolitaine)
2. Suðurnes (Péninsule du Sud)
3. Vesturland (Région de l'Ouest)
4. Vestfirðir (Fjords de l’Ouest)
5. Norðurland vestra (Région du Nord-Ouest)
6. Norðurland eystra (Région du Nord-Est)
7. Austurland (Région de l'Est)
8. Suðurland (Région du Sud)

### Landsfjórðungur

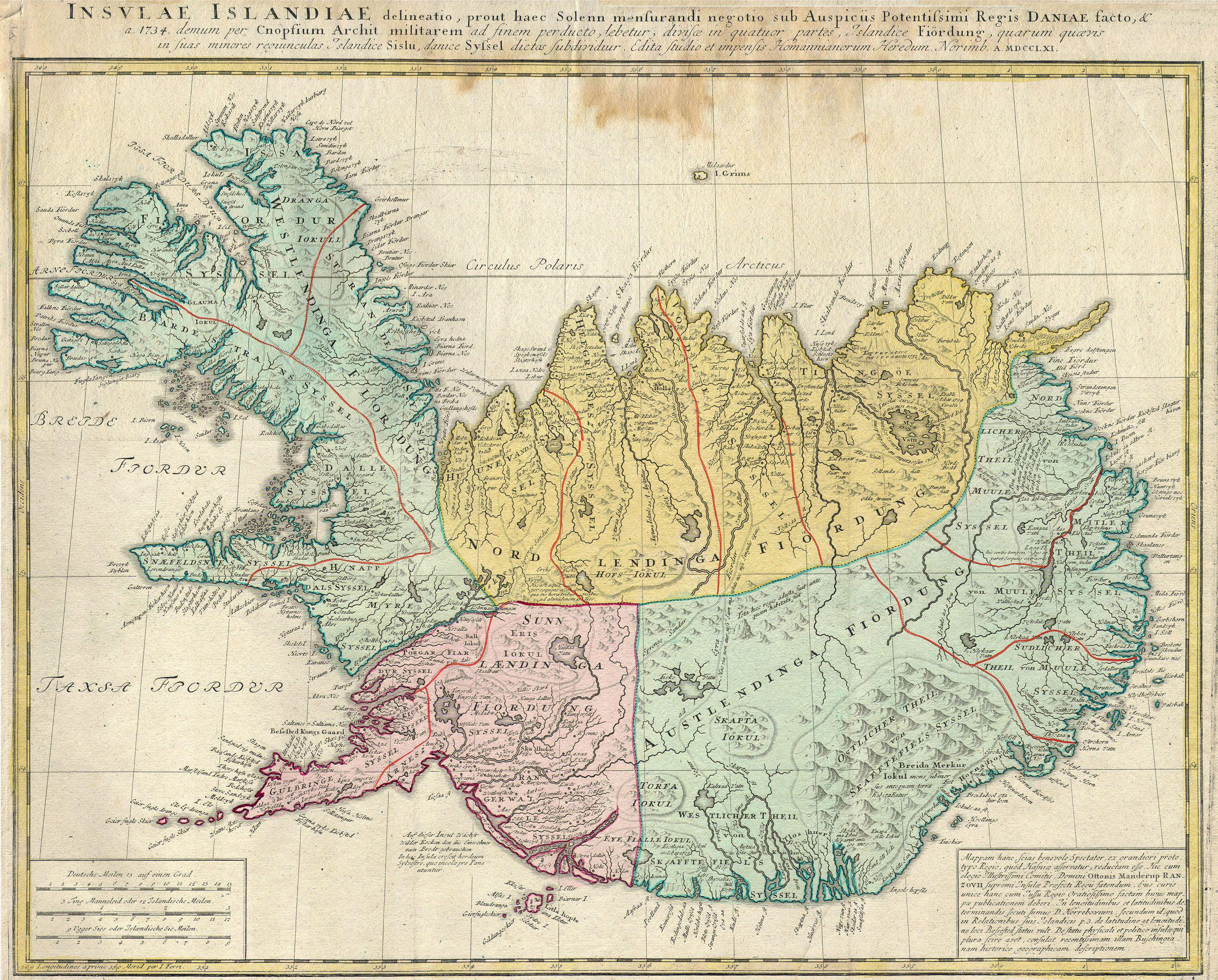
Les landsfjórðungar

Historiquement, l'Islande était divisée en quatre landsfjórðungar, landsfjórðungur au singulier (littéralement quart du pays).

## Comtés

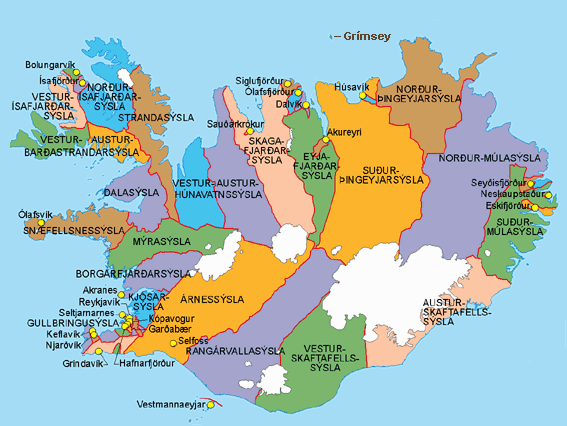
Les Comtés de l'Islande

L'Islande est divisée en vingt-trois comtés d'origines principalement historiques.
Aujourd'hui, l'Islande est divisée en vingt-six régions juridiques ayant la charge de la police (hormis à Reykjavik), la collecte des taxes, etc.

## Municipalités

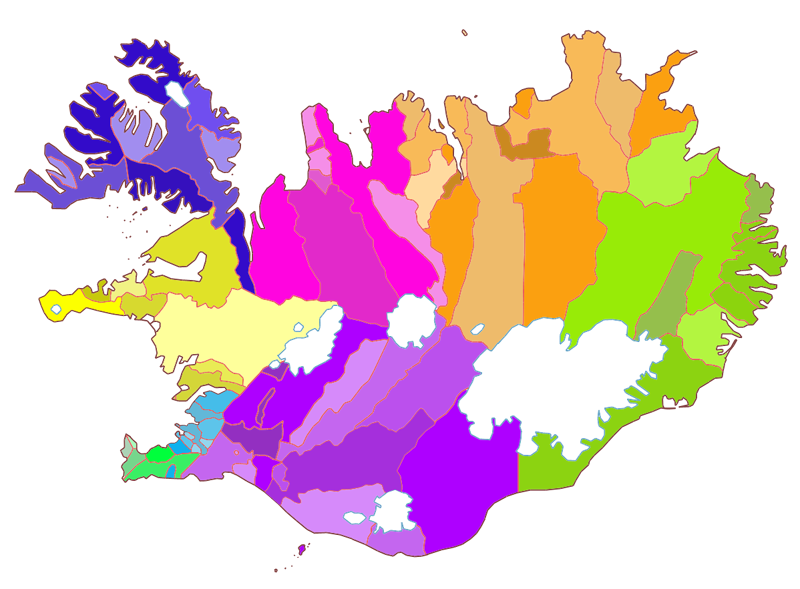
Les municipalités d'Islande

En 2022, l'Islande est divisée en soixante-quatre municipalités responsables des écoles, transports, etc.
Les municipalités peuvent regrouper plusieurs localités.

## Circonscriptions en Islande

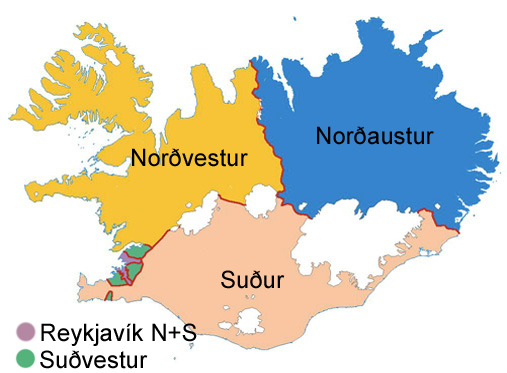
Les Circonscriptions électorales en Islande

L'Islande est aussi, depuis 2003, divisée en six circonscriptions.